# Angervilliers
Angervilliers ist eine französische Gemeinde mit 1.720 Einwohnern (Stand: 1. Januar 2022) im Département Essonne in der Region Île-de-France; sie gehört zum Arrondissement Palaiseau und zum Kanton Dourdan.
Die Einwohner heißen Angervilliérois.

## Geographie
Angervilliers liegt etwa 35 Kilometer südsüdwestlich von Paris. Umgeben wird Angervilliers von den Nachbargemeinden Bonnelles im Nordwesten und Norden, Forges-les-Bains im Norden und Nordosten, Vaugrigneuse im Osten, Le Val-Saint-Germain im Südosten und Süden, Saint-Cyr-sous-Dourdan im Süden sowie Longvilliers im Südwesten und Westen.

## Bevölkerungsentwicklung
| Jahr                       | 1962 | 1968 | 1975 | 1982 | 1990 | 1999 | 2006 | 2012 | 2019 |
| Einwohner                  | 467  | 511  | 530  | 704  | 1197 | 1381 | 1571 | 1643 | 1723 |
| Quellen: Cassini und INSEE |      |      |      |      |      |      |      |      |      |

## Sehenswürdigkeiten
- Kirche Saint-Étienne aus dem 11. Jahrhundert, heutiger Bau weitgehend aus dem 15. Jahrhundert
- Schloss Angervilliers aus dem 17. Jahrhundert, heutiges Rathaus, seit 1985 Monument historique

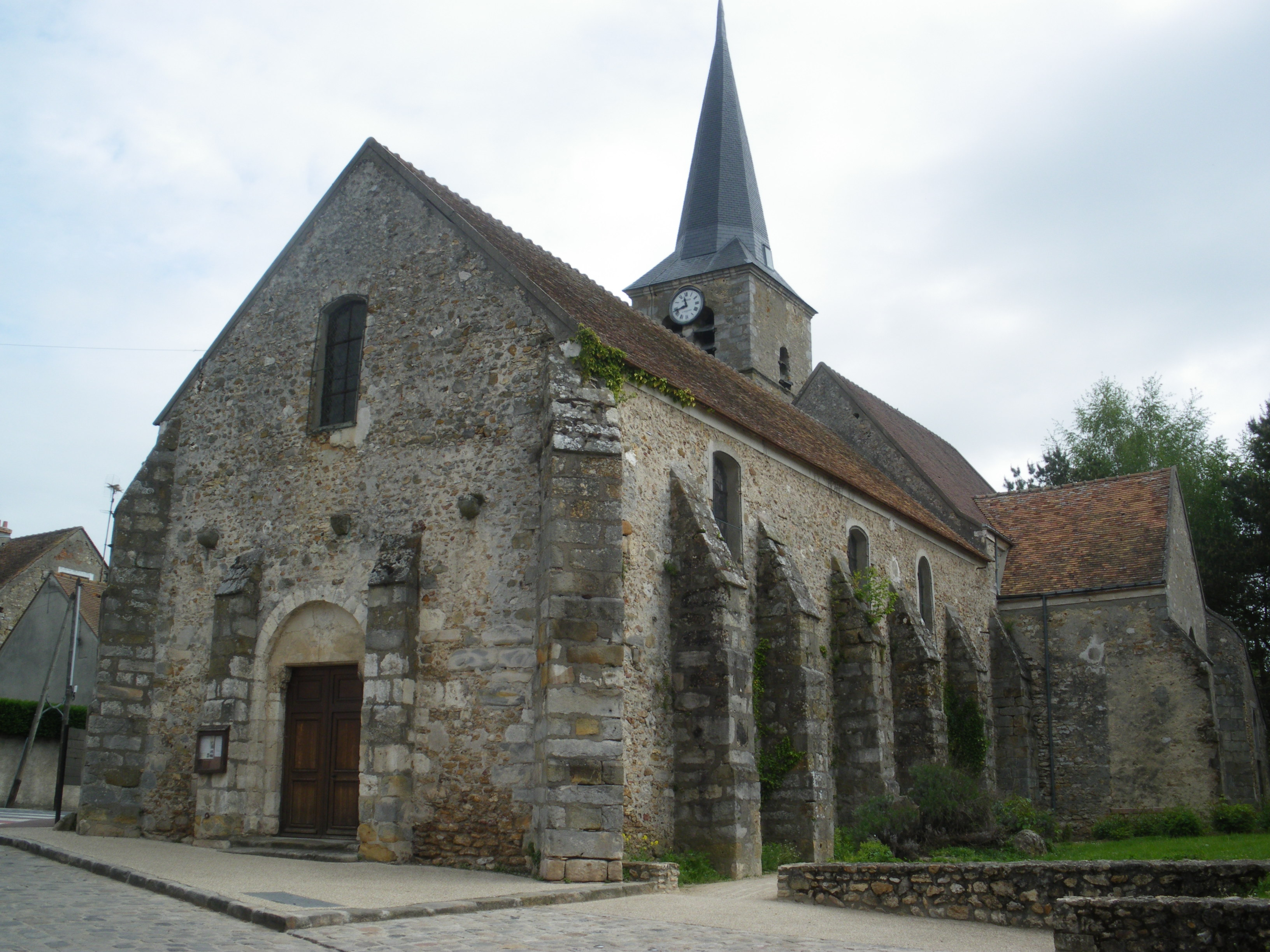
Kirche Saint-Étienne